# Werner Kohlmeyer
Werner Kohlmeyer (19. april 1924 – 26. marts 1974) var en tysk fodboldspiller, der som forsvarsspiller på det vesttyske landshold var med til at vinde guld ved VM i 1954 i Schweiz, efter den sensationelle 3-2 sejr i finalen over storfavoritterne fra Ungarn. Han spillede fem af tyskernes seks kampe under turneringen. I alt nåede han, mellem 1951 og 1955 at spille 22 landkampe.
Kohlmeyer var på klubplan tilknyttet 1. FC Kaiserslautern, hvor han spillede hele 16 år. Han vandt to tyske mesterskaber med holdet.